# Gola Dzierżoniowskas slott
Gola Dzierżoniowskas slott, polska: Zamek w Goli Dzierżoniowskiej, tyska: Schloss Guhlau, är ett slott i Polen. Det är beläget 45 km söder om Wrocław i byn Gola Dzierżoniowska i Niemczas kommun i Nedre Schlesiens vojvodskap. Slottsbygget inleddes 1580 och stod klart 1610.
Slottet förstördes delvis vid bombningar 1945, men det har senare rekonstruerats.